# 阿勒特灣
54°11′S 36°42′W / 54.183°S 36.700°W
阿勒特灣（英語：Alert Cove），是南極洲的海灣，位於斯特羅姆內斯灣，處於卡寧角以南，在1928年由英國的研究隊繪入地圖，該海灣由英國海外領土管轄。